# Mustapha Ali Idris
Alhaji Mustapha Ali Idris (* um 1955; † 2. Juni 2013 in Accra) war ein führender Politiker Ghanas. Von Präsident John Agyekum Kufuor wurde er im Jahr 2006 zum Regionalminister der Northern Region ernannt. Damit wurde Idris Amtsnachfolger von Saddique Boniface, der dieses Amt von 2005 bis 2006 innehatte. Er war Mitglied der New Patriotic Party.